# 圣保罗德弗努耶
圣保罗德弗努耶（法語：Saint-Paul-de-Fenouillet，法語發音：[sɛ̃ pɔl də fənujɛ] ⓘ），法国南部城市，奥克西塔尼大区东比利牛斯省的一个市镇，隶属于普拉德区，其市镇面积为43.9平方公里，2022年1月1日时人口数量为1,740人，在法国城市中排名第5,863位。
圣保罗德弗努耶位于东比利牛斯省西北部，是一个区域性的中心城市，为阿格利-弗努耶德市镇公共社区的办公驻地。

## 地名来源

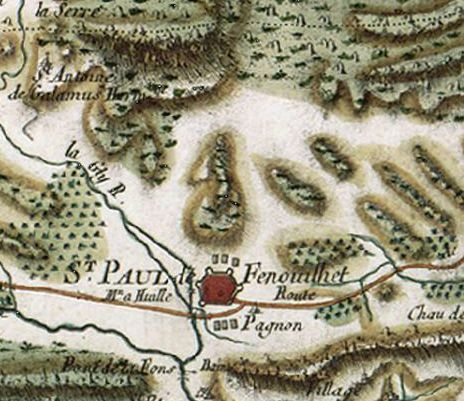
18世纪Cassini地图上的圣保罗德弗努耶

“圣保罗”为宗教人物，后者曾在此居住，其生平不详。“德弗努耶”可能与其所处的弗努耶德地区有关。

## 历史
圣保罗德弗努耶历史悠久，其附近的加拉米斯峡中曾发现史前人类活动的遗迹。中世纪时长期为一处普通村落，12世纪后成为弗努耶德子爵国的都城，其子爵弗努耶的阿尔诺一世于1173年将圣保罗建为一处军事城堡。1271年，子爵国的土地被纳博讷修道院继承。法国大革命后，圣保罗德弗努耶成为东比利牛斯省的一个市镇。1904至1939年间，一条铁路线曾连通此地。

## 地理
圣保罗德弗努耶位于法国南部，奥克西塔尼大区南部和东比利牛斯省西北部，与奥德省接壤，距离省会佩皮尼昂大约43公里。与圣保罗德弗努耶接壤的市镇包括：锡诺布勒河畔屈比耶尔、迪亚克-苏佩尔佩蒂斯、苏拉切、莫里、莱斯凯尔德、圣马丹德弗努耶、福斯、科迪耶斯-德弗努耶德、普吕尼亚讷。

### 地形
圣保罗德弗努耶位于科尔比耶山腹地的加拉米斯峡之中，镇中心位于一处河坝上，南北两侧为高耸的山脉，全境海拔在170到966米之间。

### 水文
阿格利河自北向南流经境内，该河独立注入地中海。

### 植被
圣保罗德弗努耶属于亚热带常绿硬叶林区，市区南侧山峦的背风坡上有大片的天然林地。

### 气候
圣保罗德弗努耶在柯本气候分类法中属于带有山地特征的地中海气候。

## 行政区划
圣保罗德弗努耶是法国奥克西塔尼大区东比利牛斯省的一个市镇，编号为66187。圣保罗德弗努耶隶属于普拉德区和阿格利河谷县，同时也是阿格利-弗努耶德市镇公共社区的办公驻地。
法国国家统计与经济研究所（简称）在进行数据统计时，未将圣保罗德弗努耶划入任何城市核心区（Unité urbaine）及城市区（Aire urbaine de Saint-Paul-de-Fenouillet）中。同时，还将圣保罗德弗努耶市镇整体看作一个“块区”（IRIS）。

## 交通

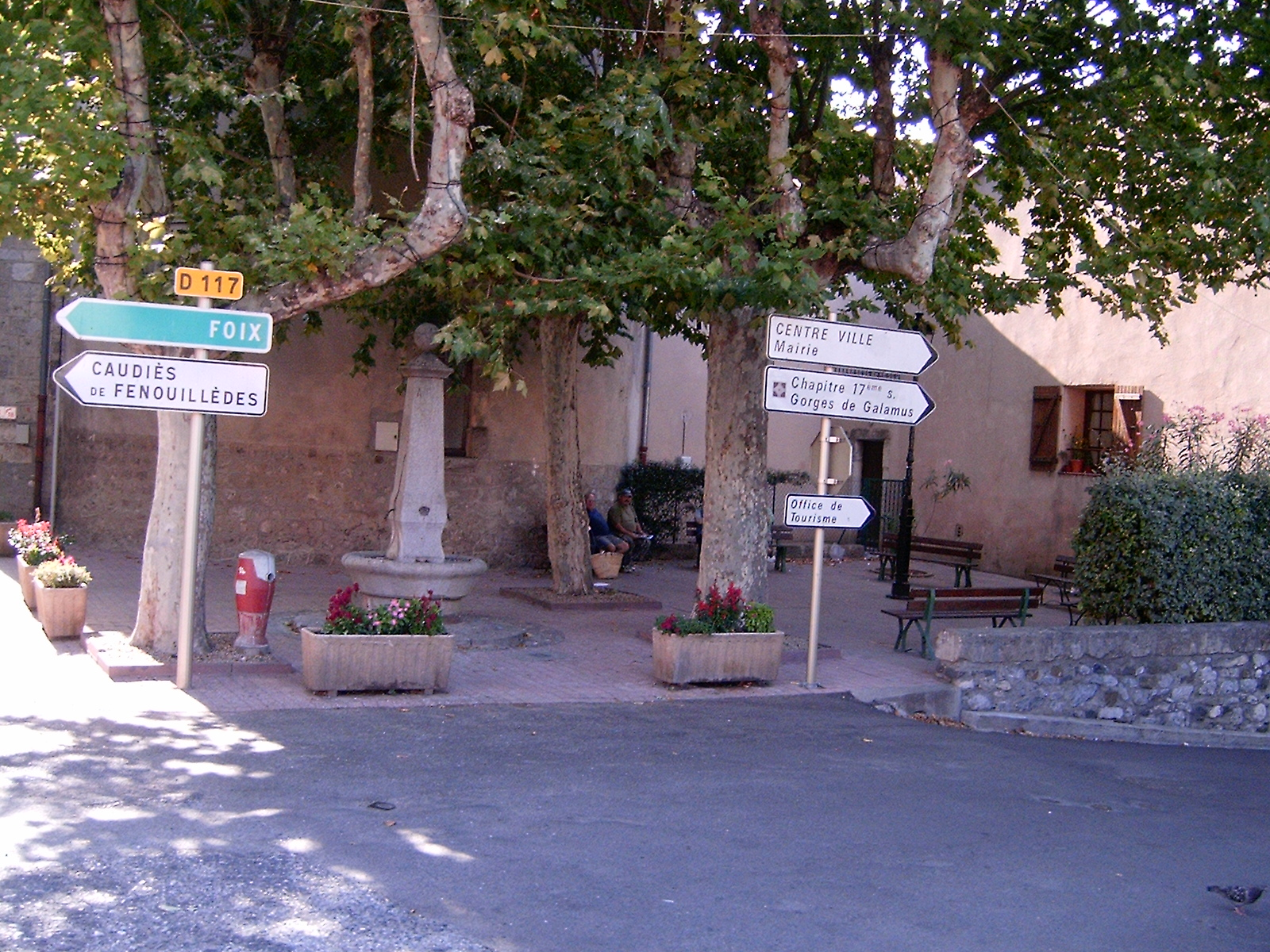
镇中心的路牌

### 公路
多条东比利牛斯省省道在圣保罗德弗努耶境内交汇，奥克西塔尼大区下属的城际客运提供往返于基扬和佩皮尼昂间的巴士线路。
2017年，49.1%的圣保罗德弗努耶家庭拥有至少一辆的私人汽车。2018年，圣保罗德弗努耶境内共发生各类交通事故2起，造成2人受伤。

### 铁路
圣保罗德弗努耶位于卡尔卡松－里沃萨尔特铁路上，该铁路圣保罗附近的路段已于1939年停止运行。

### 航空
距离圣保罗德弗努耶最近的民用航空站为佩皮尼昂机场，距离圣保罗德弗努耶市中心的公路里程约45公里。

### 城市公共交通
圣保罗德弗努耶暂无城市公共交通系统。

## 政治

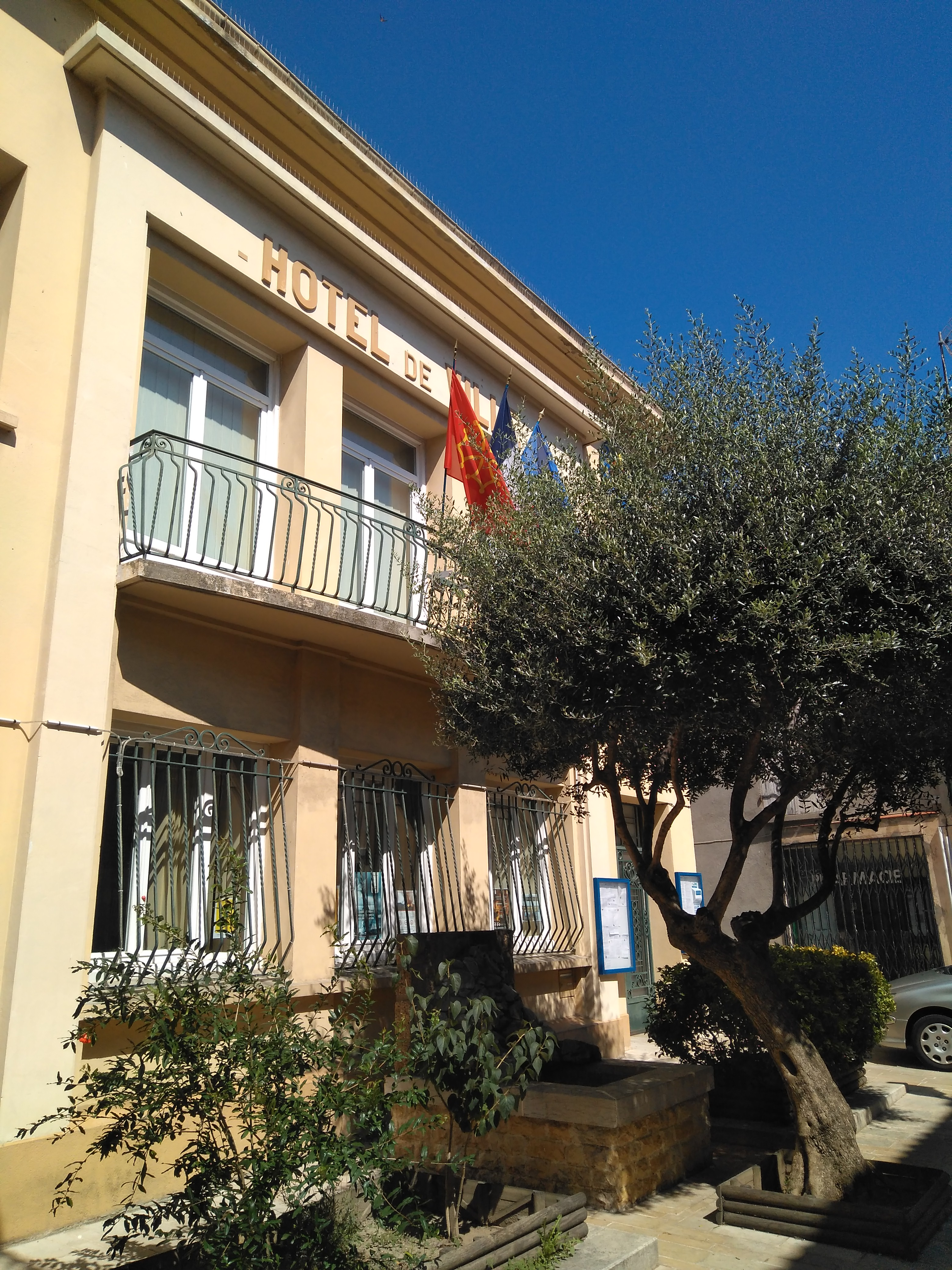
圣保罗德弗努耶市政厅

圣保罗德弗努耶的现任市长为雅克·巴约纳先生（Jacques Bayona），他是一名无党派人士，在2020年的市政选举中获得了68.41%的支持率。
在2017年的法国总统大选中，法国国民阵线主席让-玛丽·勒庞在圣保罗德弗努耶获得了55.17%的支持率。

## 人口
2017年，圣保罗德弗努耶市镇人口数量为1,812，在法国排名第5,863位。其中男性853人，女性959人，75岁及以上人口占15.7%，外籍人口数量为330人，人口密度为41人/平方公里，当地居民被称为（男性）或（女性）。2018年，圣保罗德弗努耶境内出生10人，死亡人口40人。
| 年份   | 1936  | 1946  | 1954  | 1962  | 1968  | 1975  | 1982  | 1990  | 1999  | 2005  | 2010  | 2015  | 2017  |
| ------ | ----- | ----- | ----- | ----- | ----- | ----- | ----- | ----- | ----- | ----- | ----- | ----- | ----- |
| 人口數 | 1,964 | 2,004 | 2,064 | 2,436 | 2,635 | 2,531 | 2,350 | 2,214 | 1,858 | 1,938 | 1,879 | 1,812 | 1,812 |

## 经济
圣保罗德弗努耶是一个区域性的中心城市，当地共有各类用人单位425家，平均历史为21年，其中99.39%为中小型企业（PME）。圣保罗销售（Saint Paul Distribution，零售）、富尔克（Fourc，装修）及加泽（Gazeu，电工）是当地2019年营业额最高的三个企业，分别为8,544,118欧元、168,991欧元和112,483欧元。

## 财政收入
2018年，圣保罗德弗努耶的财政收入总额为2,235,280欧元，财政支出总额为1,755,970欧元，当年的债务总额为3,531,440欧元。
2018年，圣保罗德弗努耶的人均月收入总额为1,318欧元。
2017年，圣保罗德弗努耶境内的青壮年（15至64岁）失业率为23.7%，当地37.8%的家庭拥有纳税资格。

## 社会事务

### 教育
圣保罗德弗努耶属于蒙彼利埃学区。截止2019年1月1日，圣保罗德弗努耶境内共有1所幼儿园、1所小学和1所初级中学。2018至2019学年度，圣保罗德弗努耶境内共有在校中等教育阶段学生187名。

### 医疗
截止2019年1月1日，圣保罗德弗努耶境内共有全科医生4名、保健师5名、牙医2名、护士9名和妇科医生2名。境内共有药房2家和养老院3家。
圣保罗德弗努耶前往普拉德地方医院（Centre local de Prade）大约45公里。

### 住房
2017年，圣保罗德弗努耶境内共有各类住房1,327套，其中79.6%为独立式居民区，17.3%为集中式居民。常住房屋占圣保罗德弗努耶市镇范围内居民建筑总量的90.1%。

### 商业
2018年，圣保罗德弗努耶境内共有各类实体商铺68家，其中餐厅6家、大型超市1家、杂货店2家、面包房3家、肉铺1家、银行门店3家、美容美发店3家、汽车维修店3家。市区西部建有家乐福超市。

### 体育
2019年，圣保罗德弗努耶境内共有1家游泳池、2处网球场以及1处足球或橄榄球场。
圣保罗足球俱乐部（FC Saint-Paul）是当地的一支足球队，2020至2021赛季参加东比利牛斯省足球联赛。

### 环境
圣保罗德弗努耶的环境事务由其所属的公共社区负责。2018年，圣保罗德弗努耶境内暂无污染企业。

### 治安
2018年，圣保罗德弗努耶市镇范围内有1处宪兵队。
2014年，圣保罗德弗努耶及附近地区共发生各类案件4,372起，其中盗窃类案件3,163起，经济类案件322起，毒品交易类案件163起。

## 文化

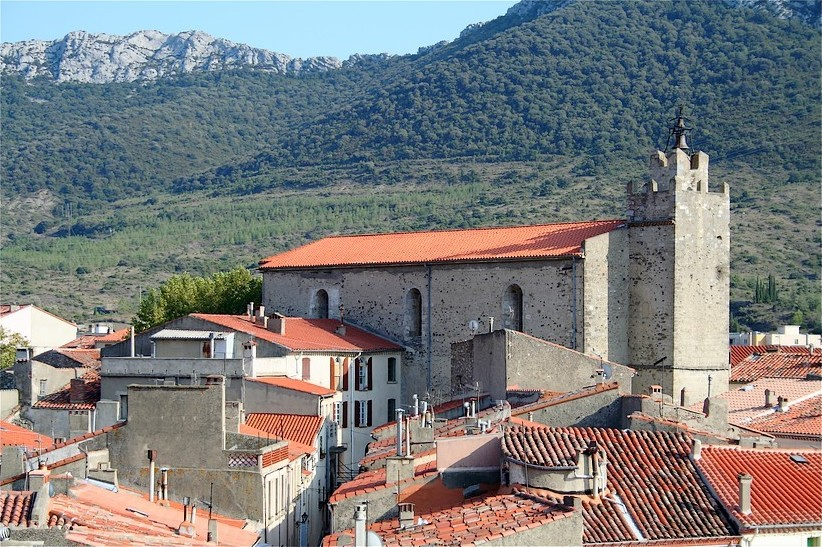
圣保罗德弗努耶教堂

2019年，圣保罗德弗努耶境内共有1家电影院。

### 建筑
圣保罗德弗努耶境内有多处法国国家文物保护单位，其中位于镇中心的教堂是当地的代表性建筑物。

### 旅游
圣保罗德弗努耶的旅游事务由其所属的公共社区负责。2020年，圣保罗德弗努耶境内共有2家宾馆共计23间房间；另有1个露营地，可容纳共38辆露营车。

### 媒体
法国主要的媒体均可在圣保罗德弗努耶接收，法国电视三台下属的奥克西塔尼大区频道在部分时段播出圣保罗德弗努耶所属区域的地方新闻。

## 友好城市
截至2020年12月，圣保罗德弗努耶暂未建立任何友好城市关系。